# Новоть (район Наместово)
Новоть (словац. Novoť, венг. Novoty) — деревня и община района Наместово Жилинского края в северной Словакии.
Расположена в Словацких Бескидах в исторической области О́рава, в 22 км от районного центра города Наместово, и 213 км от Братиславы. Площадь — 37,98 км².

## Население
| Год:                | 1994 | 2004     | 2014     | 2024    |
| ------------------- | ---- | -------- | -------- | ------- |
| Количество человек: | 2828 | 3158     | 3506     | 3818    |
| Разница:            |      | +11,66 % | +11,01 % | +8,89 % |

Население на 31 декабря 2020 года — 3 692 человека.

## История
Впервые упоминается в 1691 году. Возникла у Оравского замка. Первоначально была известена как Юрков. Помимо сельского хозяйства, население в прошлом занималось выращиванием льна, производством черепицы и полотна, лесозаготовками, сплавом и производством деревянной утвари.

## Достопримечательности
- Статуя «Святая Троица» 1806 года,
- Статуя Святого Яна Непомуцкого,
- Статуя Христоса 1825 года,
- статуя Пьеты 1800 года.